# Malville
- Pentru alte sensuri ale cuvântului, vedeți Malville (dezambiguizare).

Malville este o comună în departamentul Loire-Atlantique, Franța. În 2009 avea o populație de 3,116 de locuitori.